# Morpho hecuba
A Morpho hecuba a rovarok (Insecta) osztályának lepkék (Lepidoptera) rendjébe, ezen belül a tarkalepkefélék (Nymphalidae) családjába tartozó faj.

## Előfordulása
A Morpho hecuba előfordulási területe az Amazonas-medence északi részén, valamint a Guyanai-hegyvidéken található meg.

## Alfajai
- Morpho (Iphimedeia) hecuba hecuba Linnaeus, 1771 - Suriname
- Morpho (Iphimedeia) hecuba obidonus Fruhstorfer, 1905 - Brazília
- Morpho (Iphimedeia) hecuba polyidos Fruhstorfer, 1912 - Venezuela
- Morpho (Iphimedeia) hecuba werneri Hopp, 1921 - Kolumbia

Egyes entomológusok az alfajai közé sorolják, a Morpho cisseis (C. & R. Felder, 1860) nevű lepkét is.

## Megjelenése
A Morpho lepkenemben a legnagyobb faj; szárnyfesztávolsága elérheti a 20 centimétert is, bár általában csak 13–15 centiméteres. Szárnyai felül nem kékek, mint rokonai többségének, hanem vörösesbarnák, sárgásak, illetve hátrébb és a széleken feketések. Alul világos csíkozások és pontozások láthatók a barna alapon.

### Fordítás
Ez a szócikk részben vagy egészben  a   Sunset Morpho című angol Wikipédia-szócikk ezen változatának fordításán alapul.  Az eredeti cikk szerkesztőit annak laptörténete sorolja fel. Ez a jelzés csupán a megfogalmazás eredetét és a szerzői jogokat jelzi, nem szolgál a cikkben szereplő információk forrásmegjelöléseként.